# コッラッツォーネ
コッラッツォーネ（伊: Collazzone）は、イタリア共和国ウンブリア州ペルージャ県にある、人口約3,300人の基礎自治体（コムーネ）。

## 地理

### 位置・広がり

#### 隣接コムーネ
隣接するコムーネは以下の通り。
- ベットーナ
- デルータ
- フラッタ・トディーナ
- グアルド・カッタネーオ
- マルシャーノ
- トーディ

### 気候分類・地震分類
コッラッツォーネにおけるイタリアの気候分類 (it) および度日は、zona E, 2266 GGである。
また、イタリアの地震リスク階級 (it) では、zona 2 (sismicità media) に分類される。

## 行政

### 分離集落
コッラッツォーネには、以下の分離集落（フラツィオーネ）がある。
- Assignano, Canalicchio, Casalalta, Collepepe, Gaglietole, Piedicolle